# Survivor 42
Survivor 42 (v anglickém originále Survivor 42) je čtyřicátá druhá řada americké reality show Survivor. Natáčela se na přelomu května a června roku 2021 a premiérově byla vysílána na CBS od 9. března do 25. května 2022.

## Poloha a doba natáčení
Série se odehrávala na Fidži, konkrétně na souostroví Mamanuca. Natáčela se od 16. května do 10. června 2021.